# Movimento Autêntico
Movimento Autêntico (do inglês Authentic Movement) é um trabalho corporal iniciado na década de 1950 por Mary Starks Whitehouse, bailarina e terapeuta junguiana. 
Baseia-se na técnica da imaginação ativa, e foi considerada por outros terapeutas como uma forma de trabalhar a função transcendente. 
A técnica envolve uma testemunha que permite a segurança da expressão da pessoa que se move, e visa a expressão no presente, sem julgamentos, permitindo o afloramento de conteúdos do inconsciente, que são então integrados ao ego através da escrita, do desenho, ou outra forma. 